# Andreas Knöpken
Andreas Knöpken, född omkring 1468 i Sonnenburg, död 18 februari 1539, var superintendent i Riga. Han är även omnämnd som Andreas Knophius. Han inledde sin teologiska karriär som lärare i pommerska Treptow an der Rega. Han införde den lutherska reformationen i Riga. Knöpken var också psalmförfattare och finns representerad i den svenska Göteborgspsalmboken 1650 och 1695 års psalmbok samt i danska Psalmebog for Kirke og Hjem.
Knöpken är begravd i Riga.

## Psalmer
- Hjälp Gud! vad för jämmerlig ting Hilff GOTT wie geht es immer zu (1695 nr 23) Finns på Wikisource.
- Min hogh från Menniskior hafwer jagh wändt Von allen Menschen abgewandt (1695 nr 42) Finns på Wikisource.